# Gruppe 8 Köln
Die Gruppe 8 Köln (kurz auch: Gruppe 8) war eine Gruppe rheinischer Komponisten, die von 1969 bis 1972 bestand. Ihr gehörten Peter Michael Braun, Bojidar Dimov, York Höller, Hans Ulrich Humpert, Georg Kröll, Heinz Martin Lonquich, Manfred Niehaus und Rolf Riehm an.
Auf Anregung von Bernd Alois Zimmermann gründeten Komponisten der nächsten Generation 1969 die Gruppe 8 Köln. Zunächst war geplant, die Gruppe Informell zu nennen, wobei sich die Komponisten auf Adornos Aufsatz „Vers une musique informelle“ bezogen. „Den Mitgliedern der GRUPPE 8 geht es darum, Erfahrungen auszutauschen, Berufsprobleme gemeinsam zu lösen, neue Formen des Musikmachens zu entwickeln und damit an die Öffentlichkeit zu treten“, schrieben sie in ihrem Werbeprospekt. Geplant war die gemeinsame Aufführung von Kompositionen einzelner Mitglieder und anderer Werke der Neuen Musik, die gemeinsame Entwicklung von Improvisationspraxis und das Entwickeln kollektiver Kompositionen aller oder einiger Mitglieder. So sollten neue Möglichkeiten von Komposition und Aufführung entwickelt werden. Entstanden ist allerdings nur eine Gemeinschaftskomposition aller sieben Komponisten, da Peter Michael Braun bereits nach ihrem ersten gemeinsamen Konzert 1969 wieder ausstieg. Wichtig war den Mitgliedern auch die gemeinsame Diskussion.
Bis 1972 realisierte die Gruppe mehrere Gemeinschaftsprojekte und nahm mit einer Kollektivimprovisation auch an dem ersten „Wandelkonzert“ teil, das 1970 im Kölner WDR-Gebäude stattfand. Dann erschien den meisten Mitgliedern der Gruppe eine Fortsetzung der Arbeit angesichts der kompositorischen Individualität und der unterschiedlichen Standpunkte der Mitglieder, die dem Ideal einer kollektiv begründeten Zusammenarbeit entgegenstand, nicht länger sinnvoll und die Gruppe löste sich auf.